# الجمهورية الفرنسية الثالثة
الجمهورية الفرنسية الثالثة (بالفرنسية: La Troisième République، وتُكتب: La IIIe République) هي نظام الحكم الذي تبنته فرنسا منذ عام 1870 عندما انهارت الإمبراطورية الفرنسية الثانية خلال الحرب الفرنسية البروسية، حتى العاشر من يوليو عام 1940 بعد هزيمة فرنسا على يد ألمانيا النازية في الحرب العالمية الثانية، والتي أدت إلى تشكيل حكومة فيشي في فرنسا.
اتسمت الفترة الأولى للجمهورية الثالثة بالاضطرابات السياسية الناتجة عن الحرب الفرنسية البروسية بين عام 1870 وعام 1871، والتي استمرت الجمهورية في إشعالها حتى بعد سقوط الإمبراطور نابليون الثالث في عام 1870. فرضت شروط تعويض جائرة من قبل البروسيين بعد انتهاء الحرب بخسارة كل من مقاطعتي الألزاس (مع الإبقاء على إقليم البلفور)، واللورين (الجزء الشمالي الشرقي، أي إقليم موزيل حاليًا)، تزامن ذلك مع الهياج الشعبي وإنشاء كومونة باريس الثورية. أخذت الحكومات الأولى للجمهورية الفرنسية فكرة إعادة الحكم الملكي بعين الاعتبار، لكن الخلافات على طبيعة النظام الملكي والشخص الذي يستحق الجلوس على العرش حالت دون تحقيق هذا الهدف. بناء على ذلك أصبحت الجمهورية الثالثة -التي تخيلها الجميع كحكومة مؤقتة في بادئ الأمر- بدلًا عن ذلك شكل الحكم الدائم في فرنسا.
عرفت القوانين الدستورية الفرنسية لعام 1875 تركيب الجمهورية الثالثة. تكونت من مجلس نواب ومجلس شيوخ مشكلين الذراع التشريعية للحكم ورئيس جمهورية يمثل رأس السلطة. تعالت الأصوات المنادية بإعادة النظام الملكي بشكل خاص في عهد الرئيسين الأولين للجمهورية أدولف تيير، وباتريس دو مكماهون، لكن الدعم المتنامي للشكل الجمهوري من الحكم ضمن الشارع الفرنسي وتعاقب سلسلة الرؤساء الجمهوريين الشعبيين في ثمانينيات القرن التاسع عشر أديا بشكل تدريجي إلى القضاء على الدعوات الملكية.
بلمقداد
أسست الجمهورية الفرنسية الثالثة الكثير من الممتلكات الاستعمارية الفرنسية، ومن ضمنها الهند الصينية الفرنسية ومدغشقر الفرنسية وبولينزيا الفرنسية ومساحات شاسعة في غرب أفريقيا خلال فترة التدافع على أفريقيا، جميعها اكتُسبت خلال العقدين الأخيرين من القرن التاسع عشر. أما السنوات الأولى من القرن العشرين فقد سيطر عليها التحالف الجمهوري الديمقراطي، الذي تأسس في البداية كتحالف سياسي وسطي يساري، ولكن مع مرور الوقت أصبح الحزب الوسطي اليميني الأساسي. تميزت الفترة ما بين بداية الحرب العالمية الأولى حتى ثلاثينيات القرن العشرين بنشاط سياسي متطرف بشدة، بين التحالف الجمهوري الديمقراطي والراديكاليين. سقطت الحكومة بعد اندلاع الحرب العالمية الثانية بأقل من سنة، عندما احتلت القوات الألمانية معظم فرنسا، واستبدلت بحكومتين متعارضتين هما حكومة فرنسا الحرة برئاسة شارل ديغول من جهة، وحكومة فيشي برئاسة فيليب بيتان من جهة أخرى.
وصف أدولف تيير شكل الحكم الجمهوري في سبعينيات القرن التاسع عشر بأنه «أقل أشكال الحكم تقسيمًا لفرنسا»، مع ذلك كانت السياسة الفرنسية منقسمة بحدة في ظل الجمهورية الفرنسية الثالثة، على اليسار من الطيف السياسي وقفت فرنسا الإصلاحية خليفة الثورة الفرنسية. بينما على اليمين السياسي وقفت فرنسا المحافظة ذات الجذور المتأصلة في النظام الإقطاعي الفلاحي، والكنسية الرومية الكاثوليكية، والجيش. على الرغم من الانقسام الكبير في الوسط السياسي ومحاولات الإسقاط العديدة، صمدت الجمهورية الثالثة لمدة 70 سنة ما يجعلها (وفقًا لعام 2019) ثاني أطول أنظمة الحكم استمرارًا في فرنسا منذ انهيار النظام الأرستقراطي القديم نتيجة اندلاع الثورة الفرنسية عام 1789.

## السياسة
انتهت الحرب الفرنسية البروسية التي دارت رحاها بين عامي (1870-1871) بهزيمة فرنسا والإطاحة بالإمبراطورية الفرنسية الثانية آخذة معها نابليون الثالث. بعد اعتقال نابليون من قبل البروسيين في معركة سيدان (الأول من سبتمبر عام 1870)، أسس عدد من المندوبين الباريسيين بقيادة ليون غامبيتا حكومة الدفاع الوطني كحكومة مؤقتة في الرابع من سبتمبر عام 1870. ثم اختار هؤلاء الممثلون الجنرال لويس جول تروشو ليخدم كرئيس لها.
حكم النظام الجمهوري خلال فترة حصار باريس (19 سبتمبر 1870-28 يناير 1871). مع انقطاع باريس عن بقية أجزاء فرنسا غير المحتلة، أسس وزير الدفاع ليون غامبيتا -الذي نجح في مغادرة باريس باستخدام منطاد هواء حار- حكومة مؤقتة جمهورية في مدينة تور على نهر اللوار.
بعد استسلام فرنسا في يناير عام 1871، انحلت الحكومة المؤقتة للدفاع الوطني، وأجريت انتخابات وطنية بهدف إنشاء حكومة فرنسية جديدة. لم تشارك الأراضي الفرنسية المحتلة من قبل البروسيين في ذلك الوقت في الانتخابات. انتخب المجلس الوطني المحافظ الناتج عن الانتخابات أدولف تيير كرئيس للحكومة المؤقتة، وتحديدًا بمنصب «رئيس الفرع التنفيذي للجمهورية بانتظار القرار حول المؤسسات الفرنسية». نتيجة للمناخ السياسي الثوري اليساري السائد بين أفراد الشعب الباريسي، اختارت الحكومة اليمينية قصر فرساي الملكي كمقر لها.
تفاوضت الحكومة حديثة العهد من أجل الوصول إلى اتفاقية سلام مع الإمبراطورية الألمانية المعلنة حديثًا، إذ وقِعت معاهدة فرانكفورت في العاشر من شهر مايو عام 1871. من أجل حث البروسيين على الخروج من فرنسا، أصدرت الحكومة عددًا من القوانين المالية -مثل قانون المستحقات المثير للجدل- بغية دفع تكاليف التعويض. في باريس، تصاعدت الضغائن ضد الحكومة وبدءًا من أواخر مارس وحتى مايو من عام 1871، ثار العمال والحرس الوطني في باريس وأسسوا كومونة باريس، والتي حافظت على نظام يساري متطرف لمدة شهرين حتى قمعت وحشيًا من قبل حكومة تيير في مايو 1871. تبين في ما بعد أن القمع الوحشي اللاحق لأتباع الكومونة سوف يترك آثارًا مدمرة على الحركة العمالية.

### الملكية البرلمانية
أبدت نتائج الانتخابات التشريعية الفرنسية في عام 1871 -المعقودة عقب انهيار نظام نابليون الثالث- وجود أغلبية مناصرة للملكية في المجلس الوطني الفرنسي وتفضل عقد اتفاقية سلام مع بروسيا. أما «الملكيون الأصليون» في المجلس الوطني فدعموا ترشيح الوريث الشرعي للملك شارل العاشر آخر ملوك النسل الكبير لآل بوربون الحاكمة لاعتلاء العرش الفرنسي. كان هذا الوريث هو هنري كونت تشامبورد المعروف باسم هنري الخامس.
دعم أنصار آل أورليان الحاكمة بدورهم وريث الملك لويس فيليب الأول نسيب شارل العاشر الذي حل محله كملك لفرنسا في عام 1830، وهو حفيد لويس فيليب كونت باريس. أمَّا أنصار آل بونابرت فحُجِبوا عن الأضواء بسبب الهزيمة التي مُني بها نابليون الثالث وألحقها بالبلاد، ولم يتمكنوا من دعم ترشيح أي فرد من عائلتهم. وصل الملكيون الأصليون وأنصار أورليان إلى تسوية في نهاية المطاف، وهي الاعتراف بكونت تشامبورد الذي كان عديم الأبناء ملكًا، مع الاعتراف بكونت باريس كولي عهد له. نتيجة لذلك عُرض العرش على كونت تشامبورك عام 1871.
اعتقد تشامبورد أنه يجب على النظام الملكي العائد للسلطة حديثًا أن يزيل جميع آثار الثورة (من ضمنها علم البلاد ثلاثي الألوان أكثر هذه الآثار شهرة) من أجل استعادة علاقات الوحدة بين الملكية والأمة، والتي كانت الثورة قد قطعتها. لم يكن من الممكن عقد تسوية حول هذا الموضوع إذا كان للبلاد أن تتّحد مرة أخرى. لكن الشعب بعمومه لم يكن راغبًا بالتخلي عن العلم ثلاثي الألوان. لذلك تنحى الملكيون بانتظار موت تشامبورد المسن عديم الأبناء، إذ يمكن نقل العرش إلى وريثه الأكثر ليبرالية كونت باريس. نتيجة ذلك شكلت حكومة جمهورية «مؤقتة»، عاش تشامبورد حتى عام 1883، ولكن بحلول ذلك الوقت كان الحماس لتشكيل النظام الملكي قد فتر. وهكذا لم يعرض العرش الفرنسي أبدًا على كونت باريس.